# Lucie dos Santos
Pour les articles homonymes, voir dos Santos.
Lúcia dos Santos, en religion sœur Marie des Douleurs puis sœur Marie-Lucie de Jésus et du Cœur Immaculé, née le 22 mars 1907 à Fátima (Portugal) et morte le 13 février 2005 à Coimbra (Portugal), est une religieuse et mystique portugaise des Sœurs de Sainte-Dorothée puis de l'Ordre du Carmel. Avec ses cousins Jacinthe Marto et François Marto, elle dit avoir été témoin des apparitions de Notre-Dame de Fátima.
En 1926, elle aurait vécu l'apothéose de sa vie religieuse en étant témoin d'une théophanie trinitaire, c'est-à-dire une apparition divine de la Sainte Trinité.
Elle vivait cloîtrée depuis 1948 au carmel de Sainte-Thérèse à Coimbra, où elle menait une vie pieuse et contemplative. Comme toutes les religieux de cet ordre, cela implique une interdiction de communiquer avec l'extérieur et une vie recluse.
Elle est reconnue servante de Dieu par l'Église catholique depuis l'introduction de son processus de béatification, puis Vénérable le 22 juin 2023.

## Historique
Le grand-père maternel de Lúcia, Joaquim Ferreira Rosa, originaire du hameau d'Aljustrel dans la paroisse de Fátima est né le 29 novembre 1823. Il a épousé Rosa da Encarnação de Perulheira, née le 21 avril 1825. Ensemble, ils se sont installés dans Perulheira et ils ont eu sept enfants. Maria Rosa, qui fut le dernier enfant du couple, est née le 6 juillet 1869. Joaquim retourne à Aljustrel entre 1883 et 1884, à la demande d'une tante et son oncle, emmenant avec lui sa femme et ses enfants.
À l'âge de 21 ans, Maria Rosa épouse António Santos, originaire d'Aljustrel, le 19 novembre 1890. Les enfants de Maria Rosa et António dos Santos étaient : Maria dos Anjos, Teresa de Jesus Rosa dos Santos, Manuel Rosa dos Santos, Góoria de Jesus Rosa dos Santos, Carolina de Jesus Rosa dos Santos, Maria Rosa (mort à la naissance), et Lúcia de Jesus Rosa dos Santos. Bien que la famille Santos soit paysanne, elle était loin d'être pauvre et possédait des terres « dans la région de Montelo, Notre-Dame de Ortiga, Fátima, Valinhos, Cabeço, Charneca, et Cova da Iria. »
Alors que la plupart des récits historiques bien documentés dénomment Lúcia comme Lúcia Santos, certains récits plus modernes font référence à Lúcia en tant que Lúcia dos Santos. Cette confusion provient sans doute de la publication de son premier livre de mémoires, dans lequel les éditeurs ont indiqué que dans le registre paroissial le nom de son père était António dos Santos. Lúcia a confirmé, dans ses cinquième et sixième mémoires, que son nom de famille est Santos.
Même si la date de naissance de Lúcia est enregistrée comme étant le 22 mars 1907, la date réelle serait le 28 mars. En ces jours, il était nécessaire que les parents amènent leurs enfants au baptême le huitième jour après la naissance sous peine d'amende, et, comme le 30 mars était un jour plus pratique pour le baptême, le 22 a été choisi comme jour de son anniversaire. Lúcia a rappelé plus tard, qu'à l'époque, personne n'attachait beaucoup d'importance à la date exacte de son anniversaire.

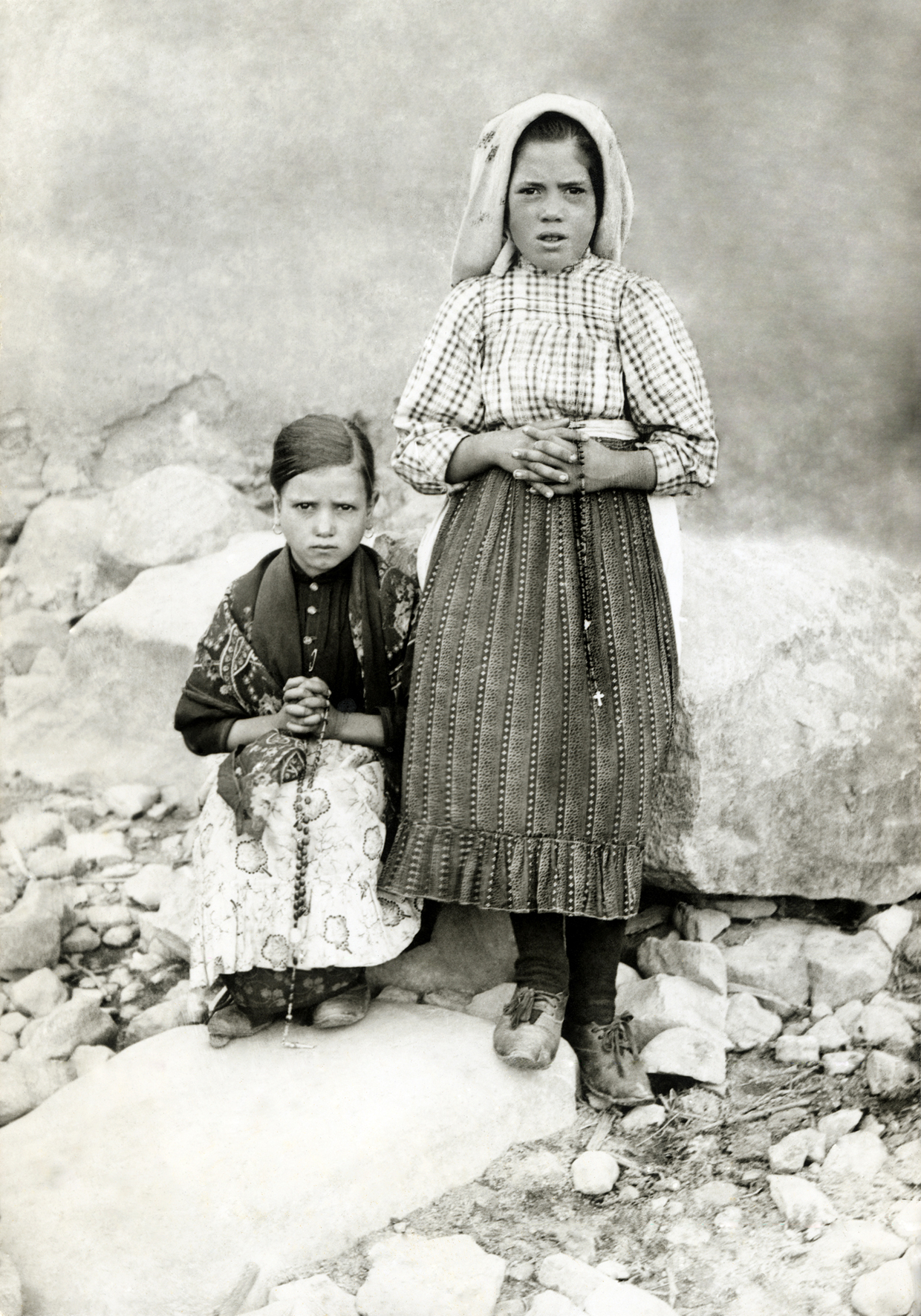
Lúcia dos Santos (à droite) avec sa cousine Jacinthe Marto, 1917.

Bien qu'elle n'ait jamais appris à lire à ses enfants, Maria Rosa était alphabétisée. Elle avait un goût pour la littérature religieuse et les contes. Elle a donné des leçons de catéchisme à ses enfants et aux enfants du voisin, au moment de la sieste pendant l'été (les jours où l'on faisait la sieste) et en particulier autour de Carême. Pendant l'hiver, les leçons de catéchisme avaient lieu après le souper et autour du feu. D'après sa mère, Lúcia répétait tout ce qu'elle entendait « comme un perroquet. »
Le Père de Marchi a décrit sa physionomie de la façon suivante : « Elle n'était pas une jolie enfant. Les seuls éléments attrayants de son visage - qui n'était pas globalement désagréable - étaient ses deux grands yeux noirs qui regardaient dessous d'épais sourcils. Ses cheveux, épais et sombres, étaient partagés en deux au-dessus des épaules. Son nez était plutôt plat, ses lèvres épaisses et sa bouche grande ».
D'après Lúcia, António, son père, était un homme travailleur et généreux. Lúcia se souvenait des contes qu'il racontait et des chants folkloriques qu'il chantait, mais il était aussi celui qui le premier lui a appris à faire le signe de croix. Contrairement aux populaires récits hagiographiques des apparitions, il croyait ce que sa fille racontait. Lúcia disait que son père n'était pas un grand buveur, mais il aimait aller à la taverne. Parce qu'il n'aimait pas le Père Ferreira, il allait à l'église dans une ville voisine.
Lúcia avait un talent pour composer des chansons originales, avec des mélodies folkloriques accrocheuses et des paroles sacrées ou profanes. Parmi les chansons qu'elle a inventées durant son enfance figurent Au Paradis, je vais être avec ma mère, J'aime Dieu dans le ciel et Notre Dame du Carmel. Plus tard, après une apparition en 1916, elle a mis en musique les paroles de la prière brève qui, disait-elle, lui avaient été apprises ainsi qu'à ses cousins par un ange : « Ô Dieu, je crois, j'adore, j'espère et je vous aime. Je vous demande pardon pour ceux qui ne croient pas, qui n'adorent pas, qui n'espèrent pas et qui ne vous aiment pas. » Elle a également écrit un poème sur Jacinta qui apparaît dans ses mémoires. Les autres enfants de son âge aimaient Lúcia. Elle était une merveilleuse conteuse « avec un don pour la narration ».
La première communion de Lucie s'est déroulée alors qu'elle était âgée de six ans, bien que dix ans fût d'habitude l'âge minimal. Initialement, le curé de la paroisse lui avait refusé de faire sa communion à cause de son jeune âge. Cependant, le Père Cruz, un Jésuite missionnaire en visite de Lisbonne, après avoir trouvé Lúcia en larmes, l'a interrogée et il a conclu qu'« elle sait ce qu'elle fait mieux que beaucoup d'autres. » En raison de cette intervention, le curé de la paroisse admit Lúcia à la sainte communion.
Après sa première confession, alors qu'elle priait devant l'autel de Notre-Dame du Rosaire, elle aurait vu la statue lui sourire. Après avoir reçu l'Eucharistie, Lucie s'est, selon ses mots, « sentie baignée dans une atmosphère surnaturelle [...] la présence de notre cher Seigneur est devenue aussi clairement perceptible pour moi comme si j'avais vu et entendu avec mes sens corporels ». Sa première communion l'a profondément bouleversée : « J'ai perdu le goût et l'attrait pour les choses du monde, et je ne me sentais bien à la maison que dans des endroits solitaires où, toute seule, je pouvais me rappeler les délices de ma première communion. »

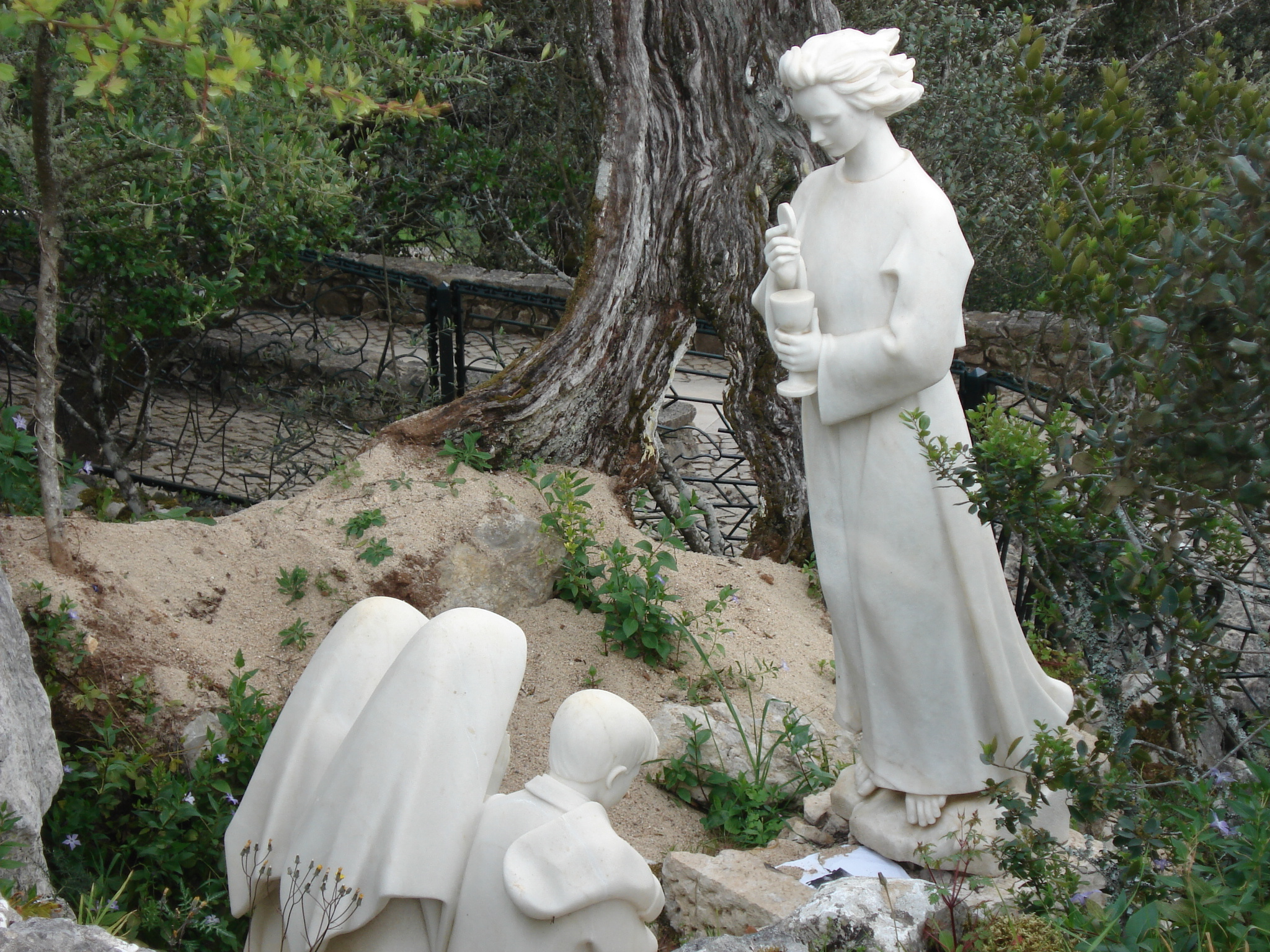
Statue sur le lieu de l'apparition de l'Ange du Portugal.

Au cours de l'année 1915, Lucie et deux de ses amies affirment voir, à Aljustrel, sur la colline du Cabeço, « une figure semblable à une statue de neige, que les rayons du soleil rendaient un peu transparente », « ayant forme humaine ». Quand, de retour au village, elles racontent leur aventure, leur entourage se moque d'elles,.
Au printemps 1916, Lucie, François et Jacinthe auraient revu le même personnage qui leur aurait dit : « Ne craignez rien ! Je suis l'Ange de la Paix. Priez avec moi ! »,. S'agenouillant, l'ange baisse la tête et leur enseigne une prière : « Mon Dieu, je crois, j'adore, j'espère et je vous aime. Je Vous demande pardon pour ceux qui ne croient pas, qui n'adorent pas, qui n'espèrent pas, qui ne vous aiment pas ». Il aurait fait trois fois cette prière, puis aurait dit en levant la tête : « Priez ainsi. Les cœurs de Jésus et de Marie sont attentifs à la voix de vos supplications »,.

## Les apparitions de Notre-Dame de Fátima

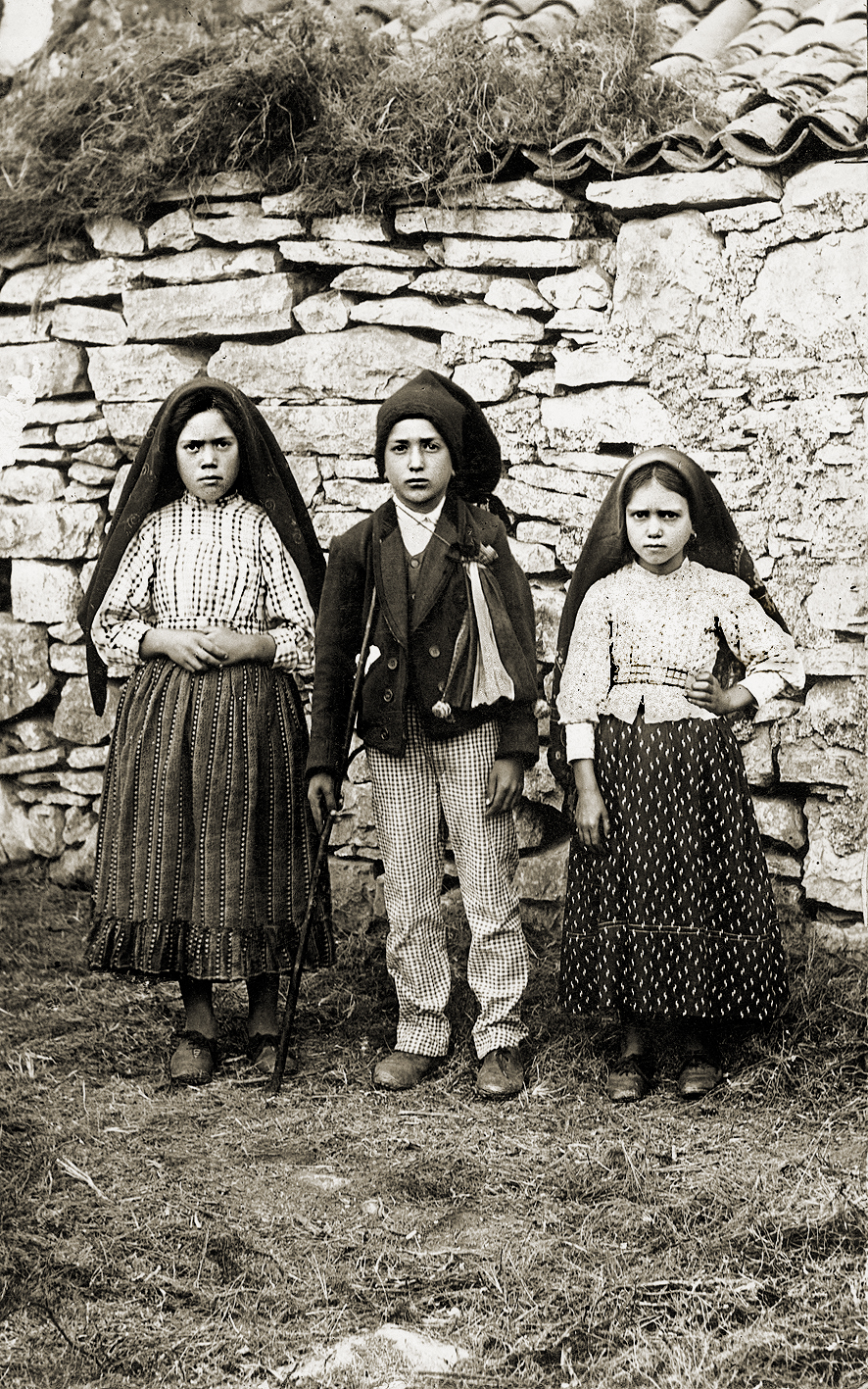
Lúcia dos Santos (à la gauche) avec ses compagnons: Jacinthe Marto et François Marto.

Entre mai et octobre 1917, Lúcia et ses cousins Jacinta Marto et Francisco Marto ont rapporté avoir vu une femme lumineuse, qui leur a semblé être la Vierge Marie, dans les Cova da Iria, champs en dehors du hameau de Aljustrel, près de Fátima, Portugal. Les enfants ont dit que les visites ont eu lieu le 13e jour de chaque mois vers midi, pendant six mois consécutifs. La seule exception était le mois d'août, quand les enfants ont été enlevés par l'administrateur local. Ce mois-là, ils n'ont pas fait état d'une vision de la Dame jusqu'à ce qu'ils soient libérés de prison, quelques jours plus tard.
Selon le récit de Lúcia, la dame avait dit aux enfants de faire pénitence et des sacrifices pour sauver les pécheurs et consoler Jésus pour les péchés du monde. Les enfants ont alors porté des cordes serrées autour de la taille pour leur causer une douleur, ils se sont abstenus de boire de l'eau lors des journées chaudes et ils se sont livrés à d'autres actes de pénitence. Lúcia a dit que la dame avait insisté sur l'importance de dire le rosaire tous les jours, pour ramener la paix dans le monde. Beaucoup de jeunes hommes portugais, y compris les proches des voyants, ont participé aux combats durant la Première Guerre mondiale. Lúcia a entendu Marie lui demander d'apprendre à lire et à écrire parce que Jésus voulait l'utiliser pour transmettre des messages au monde sur Marie, en particulier concernant le Cœur Immaculé de Marie.
La mère de Lúcia n'a pas apprécié la nouvelle que sa fille cadette avait des visions, estimant que Lúcia faisait simplement des mensonges pour attirer l'attention. Jusqu'alors la préférée, Lúcia a dû subir de sa mère des coups et des moqueries. Sa mère était particulièrement incrédule à l'idée qu'il avait été demandé à Lúcia d'apprendre à lire et à écrire.

### Les Trois Secrets

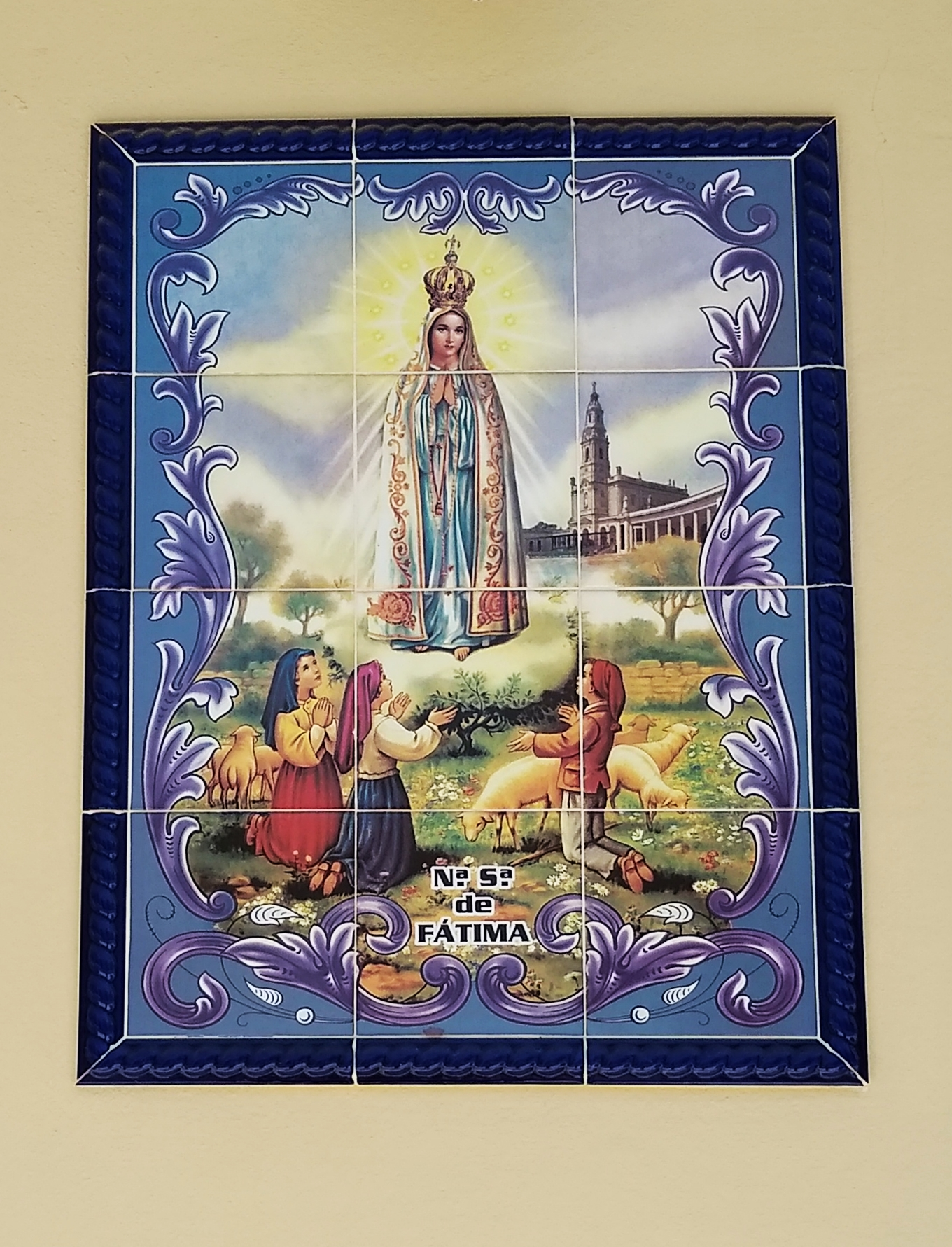
Représentation des apparitions.

Le 13 juillet 1917, vers midi, la dame dit avoir confié aux enfants les Trois Secrets de Fatima. Deux des secrets ont été révélés en 1941 dans un document rédigé par Lúcia, à la demande de l'évêque de Leiria, José da Silva, en partie pour aider à la publication d'une nouvelle édition d'un livre sur Jacinta.
Le 25 janvier 1938, une énorme aurore boréale, décrite diversement comme « un rideau de feu » et un « grand faisceau de lumière rouge sang », apparut dans le ciel au-dessus de l'Europe et a été visible jusqu'à Gibraltar et même en certaines parties des États-Unis,. Lúcia a cru que cet événement était « La nuit illuminée par une lumière étrange dans le ciel » dont elle avait entendu parler par Marie dans le cadre du Second Secret, prédisant les événements qui conduiraient à la Seconde Guerre mondiale et sa demande d'actes de réparation y compris la dévotion des premiers samedis, avec la Consécration de la Russie. Mais une autre aurore boréale va avoir lieu en 1939. 
Le 22 août 1939, Hitler convoque tous ses généraux dans sa résidence de Berchtesgaden, et leur annonce qu'il a décidé d'attaquer la Pologne. Il leur annonce dans la même réunion qu'il écraserait la résistance du peuple polonais en « liquidant des milliers de prêtres catholiques ». Cette mission serait menée par la SS qui « entreprendrait la destruction de la classe dirigeante polonaise, c'est-à-dire surtout la destruction du clergé polonais »,. Le soir même, se produit un phénomène rare (dans cette partie sud de l'Allemagne) : une grande aurore boréale qui embrase le ciel de cette partie sud de l'Allemagne, donnant des couleurs « bleu turquoise, puis violet et enfin rouge sang ». Hitler observe ce phénomène solaire avec son officier d'ordonnance qui lui déclare que cela « augurait d'une guerre sanglante »,.
Quand l'évêque de Leiria en 1943 lui a demandé de révéler le troisième secret, Lúcia a hésité pendant une courte période, car elle n'était « pas encore convaincue que Dieu l'avait clairement autorisée à agir ». Elle était sous l'obéissance stricte conformément à sa vie de Carmélite, et en conflit quant à savoir si elle devait obéir à ses supérieurs, ou aux ordres personnels qu'elle avait entendus de Marie. Cependant, en octobre 1943, elle est tombée malade avec la grippe et la pleurésie, la même maladie qui avait tué ses cousins, et pour un temps elle a cru qu'elle allait mourir. L'évêque de Leiria, lui a alors ordonné de mettre le troisième secret par écrit. Lúcia écrivit alors le texte du secret et le scella dans une enveloppe qui ne devait pas être ouverte avant 1960. Elle indiquait 1960 parce qu'elle a estimé que « d'ici là, il apparaîtra plus clair »,. Le texte du troisième secret a été officiellement publié par Jean-Paul II en 2000, bien que certains prétendent, malgré les affirmations du Vatican, que ce n'était pas le véritable secret révélé par Lúcia.

### Le Miracle du soleil
Les visions ont reçu une publicité de plus en plus large, et on a estimé que 70 000 témoins auraient été présents pour la sixième et dernière apparition. Lúcia avait promis depuis plusieurs mois que la dame ferait un miracle ce jour-là « afin que tous puissent croire. » Des témoins présents dans la Cova da Iria ce jour-là, ainsi que certains jusqu'à 40 km de distance, ont signalé avoir vu le soleil changer de couleur et tourner comme une roue de feu, lançant des traits de lumière multicolore à travers le ciel. Le soleil semblait plonger vers la terre, effrayant nombre de personnes qui croyaient à la fin du monde,. L'expression devenue populaire, du journaliste Avelino de Almeida du  O Século, était que le soleil avait « dansé ». L'événement est devenu connu sous le nom de Miracle du soleil. L'épisode a été largement rapporté par les médias portugais laïcs. Certaines couvertures de journaux ont été reprises dans un petit article du New York Times le 17 octobre 1917.
Lúcia a rapporté ce jour-là que la Vierge s'est identifiée elle-même comme étant « Notre Dame du Rosaire ». Elle s'est aussi fait connaître par la suite en tant que Notre-Dame de Fátima.
Au nom de l'Église catholique, Dom José Alves Correia da Silva, évêque du diocèse de Leiria-Fatima, a approuvé les visions comme « dignes de foi » le 13 octobre 1930. En dépit de ces affirmations, de nombreux observateurs, y compris certains croyants, ne voyaient rien du tout,.

### Chronologie des apparitions
- À Fátima
  - Apparitions de l'Ange
    - Les trois premières apparitions, en 1915
    - Les trois apparitions de 1916

  - Apparitions de Notre-Dame
    - 13 mai 1917 : Je suis du Ciel
    - 13 juin 1917 : Le Cœur Immaculé de Marie
    - 13 juillet 1917 : La vision de l’enfer
    - 13 août 1917 : Les enfants sont en prison, pas d'apparition
    - 19 août 1917 : Annonce du miracle
    - 13 septembre 1917 : Annonce de la bénédiction du monde
    - 13 octobre 1917 : Le miracle du soleil

- À Pontevedra: Apparitions de Pontevedra
  - 10 décembre 1925 : Dévotion réparatrice des premiers samedis
  - 15 février 1926 : Apparition de l'Enfant-Jésus

- À Tuy
  - 13 juin 1929 : La demande de Notre Seigneur Jésus-Christ : « Le moment est venu où Dieu demande au Saint-Père de faire, en union avec tous les évêques du monde, la Consécration de la Russie à mon Cœur Immaculé, en promettant de la sauver par ce moyen[31]. »
  - 29 mai 1930 : Les blasphèmes des hommes contre le Cœur Immaculé de Marie

## La vie au couvent
Lúcia s'installe à Porto en 1921, et à 14 ans elle a été admise comme pensionnaire à l'école des Sœurs de Sainte Dorothée de Vilar, à la périphérie de la ville.
Le 24 octobre 1925, elle entre à l'institut des Sœurs de Sainte Dorothée comme postulante au couvent de Tui, Espagne, juste à la frontière nord du Portugal. Lúcia fait ses premiers vœux le 3 octobre 1928, et ses vœux perpétuels le 3 octobre 1934, elle reçoit le nom de Sœur Maria das Dores (Marie des Douleurs).
Elle est retournée au Portugal en 1946 (où elle a fait une visite incognito à Fátima) et le 25 mars 1948, après réception de l'autorisation spéciale du pape à être relevée de ses vœux perpétuels, elle entra aux Carmel de Sainte Thérèse à Coimbra, où elle résida jusqu'à sa mort. Elle a fait sa profession en tant que Carmélite déchaussée le 31 mai 1949, prenant le nom de Sœur Maria Lúcia de Jésus et du Cœur Immaculé.

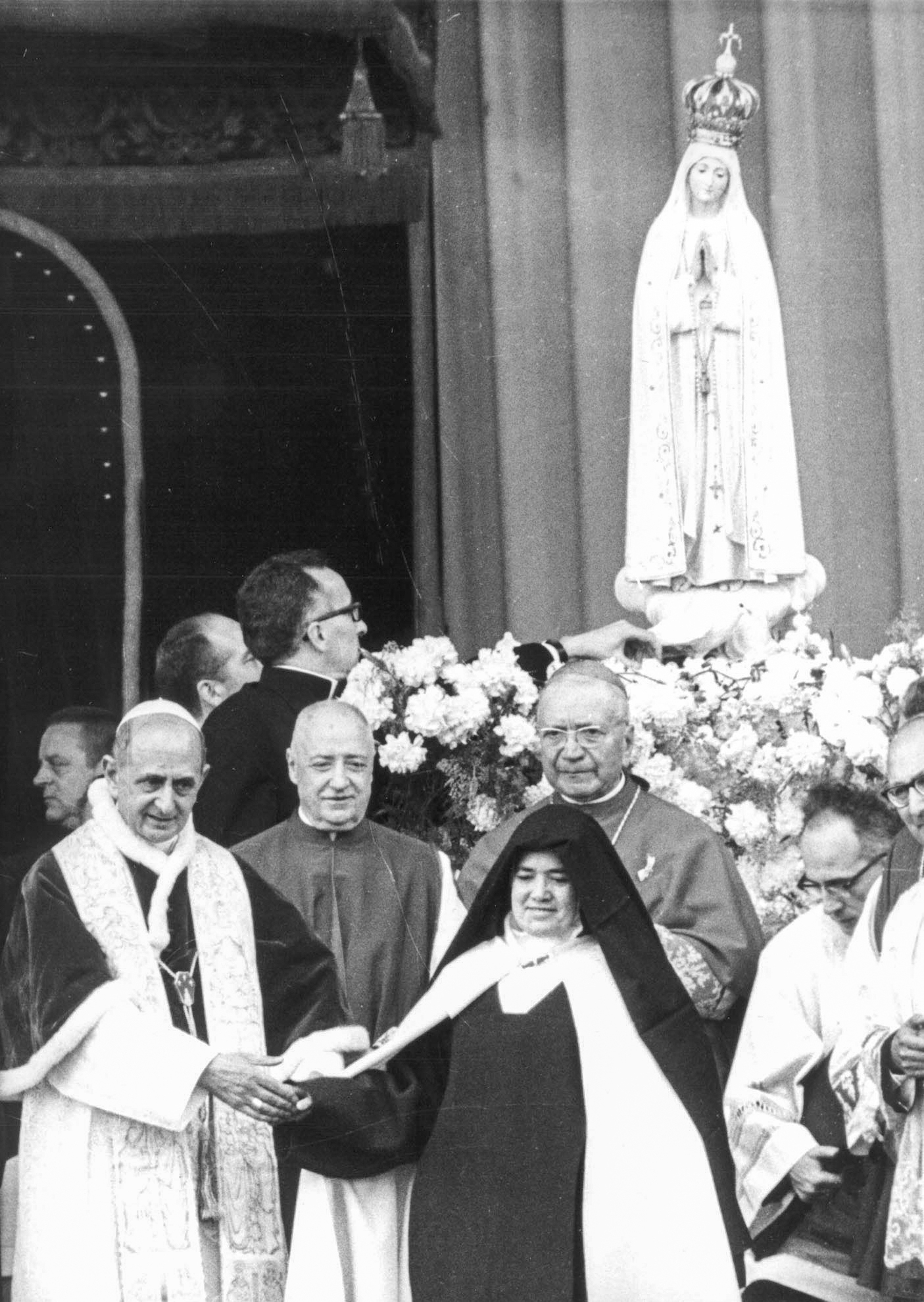
Sœur Lucie et le pape Paul VI à Fatima, 1967.

En raison des Constitutions de la communauté, Lúcia devait « converser aussi peu que possible avec des personnes venant de l'extérieur, même avec leurs plus proches parents, à moins que leur conversation soit spirituelle, et même alors, elle devait être très rare et aussi brève que possible » et « n'avoir aucune discussion sur les affaires de ce monde, ni même parler de celles-ci… ». Cela a conduit certaines personnes, comme le Père Gruner des Croisés Fátima, à croire en une conspiration pour cacher le message de Fátima et contraindre Lúcia au silence.

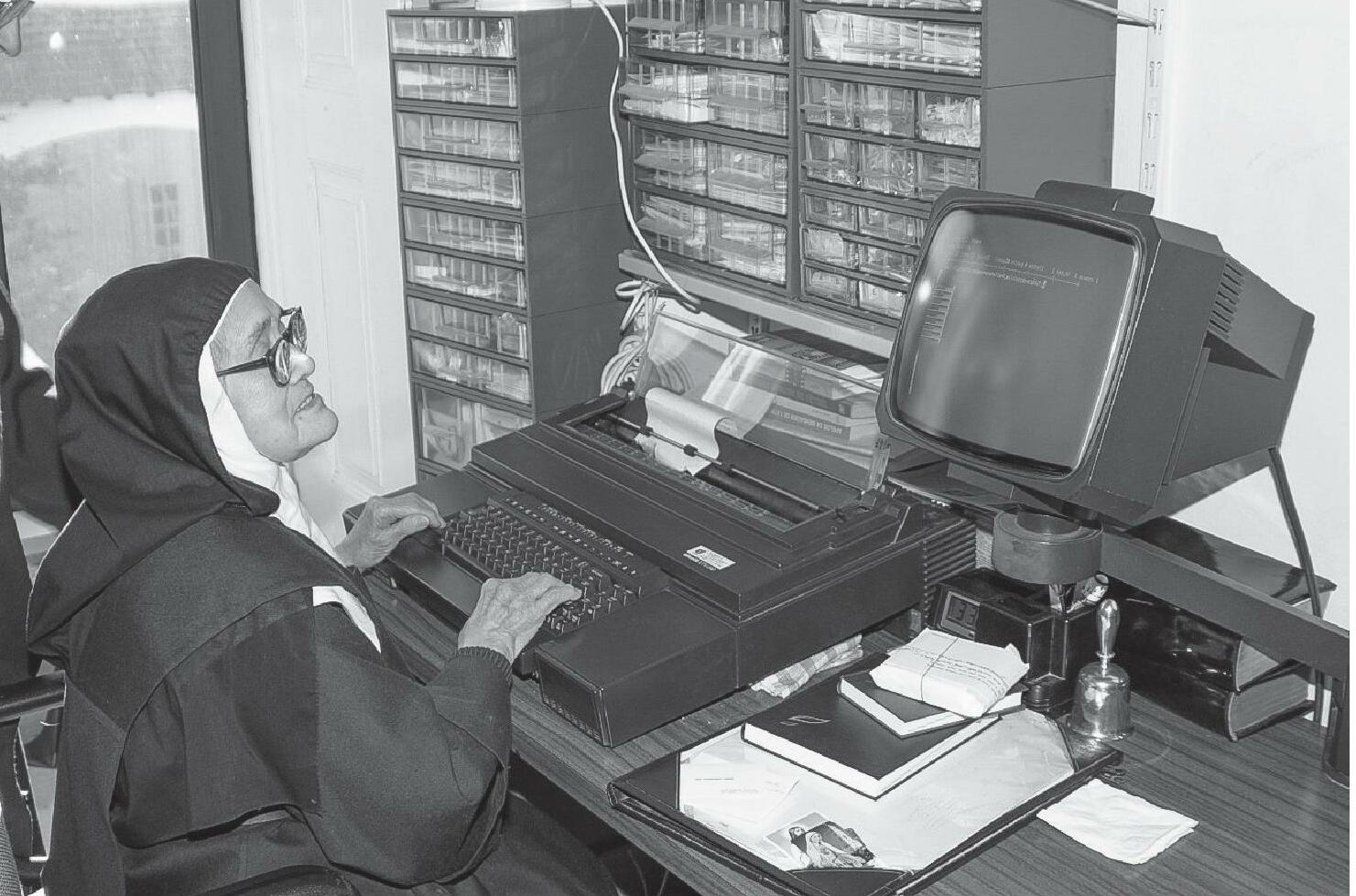
Sœur Lucie, travaillant sur un ordinateur. Fin années 1990

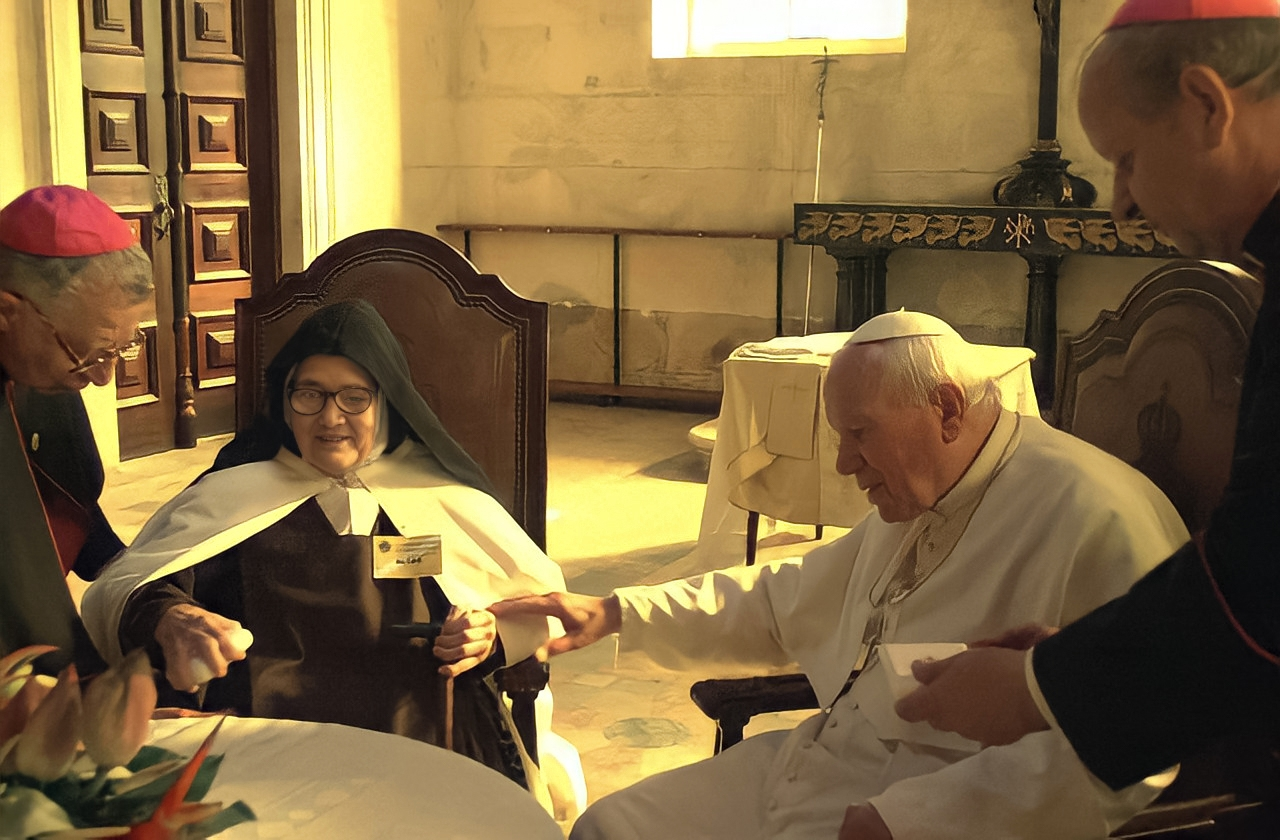
Sœur Lucie et le pape Jean-Paul II à Fatima, en 2000

Elle est revenue à Fátima, à l'occasion de quatre pèlerinages réalisés par un pape, toujours un 13 mai. Tout d'abord Paul VI en 1967, puis Jean-Paul II en 1982 (en action de grâces pour avoir échappé à la tentative d'assassinat l'année précédente), puis en 1991, et enfin en 2000, quand ses cousins Jacinta et Francisco ont été béatifiés. Le 16 mai 2000, elle est retournée à Fatima pour visiter l'église paroissiale.
Lúcia est morte à l'âge de 97 ans le 13 février 2005, de problèmes cardio-respiratoires, en raison de son âge avancé.

## Les écrits

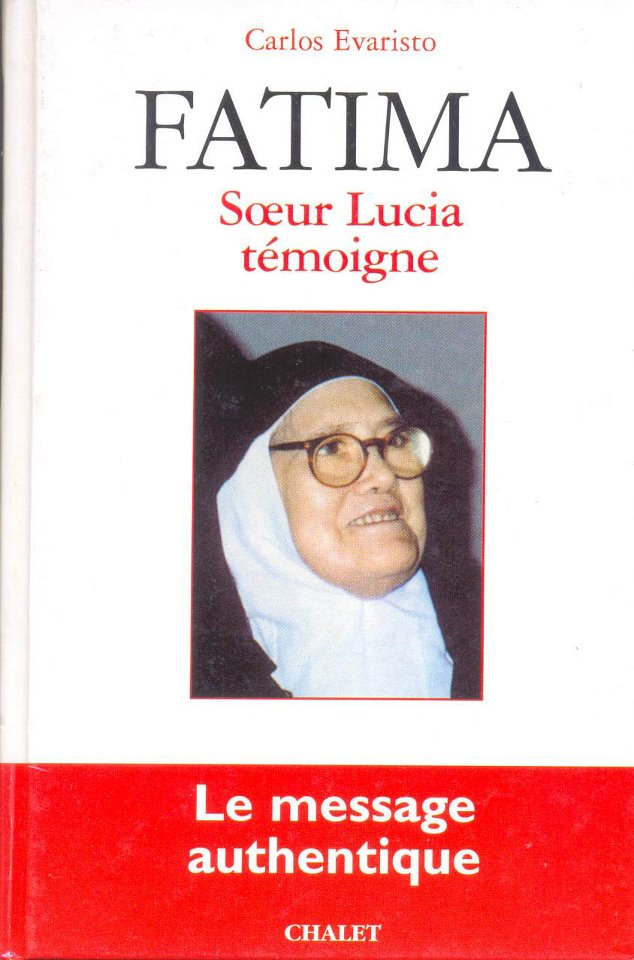
Livre avec le témoignage de Lucie dos Santos.

Lúcia écrit six mémoires au cours de sa vie. Les quatre premiers ont été écrits entre 1935 et 1941, et la traduction anglaise est publiée sous le nom de Fatima in Lucia's Own Words. Les cinquième et sixième mémoires, écrits en 1989 et 1993, sont publiés en anglais sous le nom de Fatima in Lucia's Own Words II. Ces derniers livres ont été écrits de sa propre main.
Un livre supplémentaire a été publié en 2001, diversement connu sous le nom de Calls from the Message of Fatima et Appeals of the Fatima Message, comme annoncé par le Vatican le 5 décembre 2001. Cependant, ce livre n'a pas été écrit directement par Lucie.
Lúcia a également écrit de nombreuses lettres au clergé et aux laïcs dévots qui étaient curieux de connaître le « Troisième Secret de Fatima » et sur l'interprétation que Lúcia faisait de ce qu'elle avait entendu concernant la demande de Marie. Dans deux lettres qu'elle a écrites concernant « la Consécration de la Russie », elle a déclaré que la requête de Notre-Dame a été remplie.

## Décès
Les communiqués de presse au moment de la mort de Lúcia rapportent qu'elle était devenue aveugle et sourde plusieurs années avant sa mort. Lúcia n'a pas été vue en public après la publication par l'Église catholique du troisième secret en 2000. Le jour de ses funérailles, le pape Jean-Paul II a prié pour Sœur Lucie, et a envoyé le cardinal Tarcisio Bertone pour le représenter. Le 15 février 2005 a été déclaré jour de deuil national au Portugal, et la campagne nationale pour les élections législatives prévue pour le dimanche 20 février a même été interrompue. Sœur Lucie était un électeur inscrit, et ses déplacements sur les lieux de vote ont été couverts par la presse portugaise.
Le 19 février 2006, son corps a été déplacé de Coimbra au Sanctuaire de Fatima, où elle a été inhumée avec ses cousins.

## Controverse
Lucie a rapporté dans ses mémoires plusieurs affirmations suspectes. Le 13 octobre 1917, durant la journée de la danse solaire, Lucie reconnait avoir affirmé à la foule qui l'interrogeait « que la guerre se finira le jour même »,.
Dans ses mémoires, elle affirme également qu'elle se privait d'eau pendant neuf jours à un mois « pour offrir des sacrifices à Dieu ».
Lucie aurait affirmé que lorsque Gorbatchev s'est entretenu avec le pape Jean-Paul II en décembre 1989, Gorbatchev « s’est agenouillé à ses pieds et lui a demandé pardon pour les péchés qu’il avait commis pendant toute sa vie ». Le porte-parole du Vatican a démenti l'information [source insuffisante].

## Béatification
Le 13 février 2008, au troisième anniversaire de sa mort, le pape Benoît XVI a annoncé que dans le cas de Sœur Lucie, il serait renoncé à la période d'attente de cinq ans prévue par la loi ecclésiastique avant d'ouvrir la cause de béatification, cette règle avait été également suspendue dans les cas de Mère Teresa de Calcutta et du Pape Jean-Paul II. Le même jour, la cause en béatification débute dans le diocèse de Coimbra.
Le 20 février 2017, l'enquête diocésaine, constituée de 15 483 pages, est clôturée et envoyée à Rome pour y être étudiée par la Congrégation pour les causes des saints. Le pape François signe le décret de reconnaissance de l'héroïcité des vertus de Sœur Lucie le 22 juin 2023 et la déclare vénérable. L'étape suivante est la reconnaissance d'un miracle par une commission théologique et scientifique puis le décret d'authenticité signé par le pape qui permettra sa béatification.
Début 2018, le carmel de Coïmbra a recensé plus de 1 600 déclarations de miracles qui auraient été obtenus par l'intercession de sœur Lucie.